# Morten Kirkskov

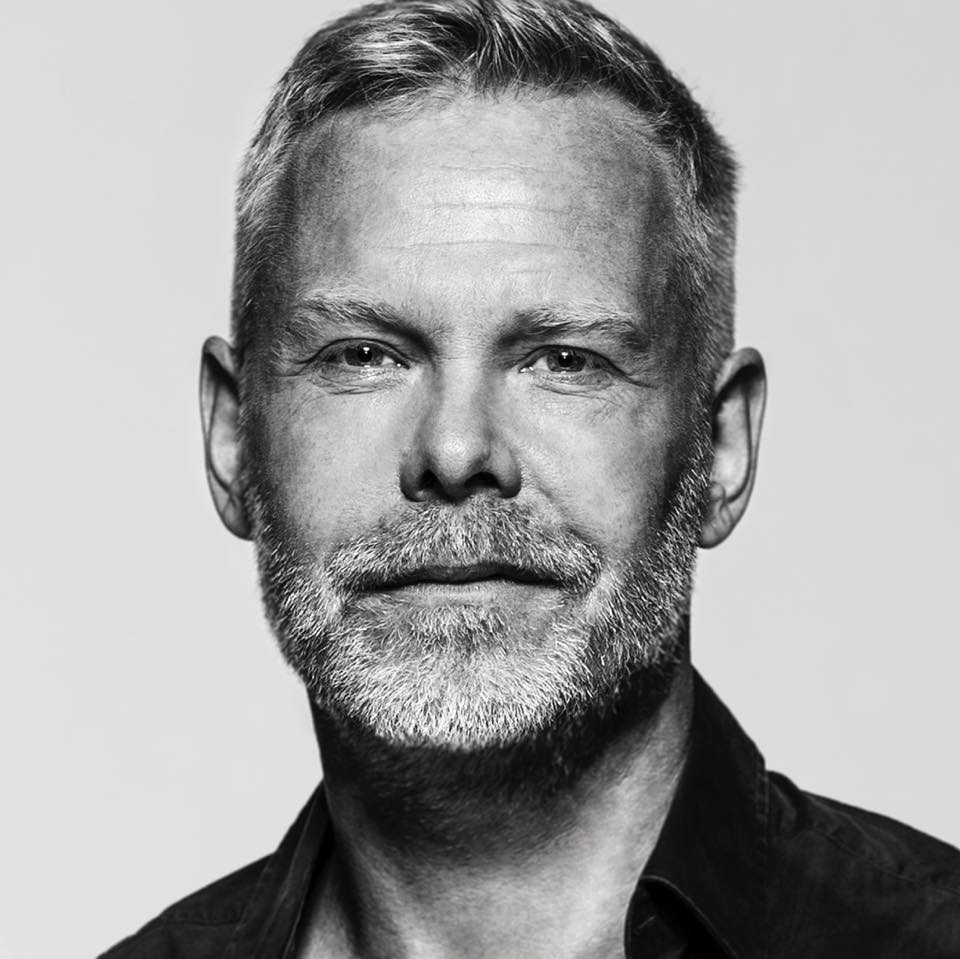
Morten Kirkskov (2016)

Morten Kirkskov (* 28. März 1963 in Sønder Omme) ist ein dänischer Schauspieler, Theaterregisseur und Autor.

## Leben
Morten Kirkskov ist der Sohn von Bjarne Westergaard und Mary Westergaard, geb. Kirkskov Nielsen. Seine Mutter starb bereits 1976. 
Kirkskov schloss 1990 die Schauspielschule des Odense Teaters ab und trat seither in zahlreichen Theaterstücken auf. Seinen Durchbruch am Theater hatte er 1993 als junger Liebhaber Allan im Stück Ungt blod am Det Kongelige Teater. 1997 wurde er mit dem Lauritzen-Preis ausgezeichnet. Später übernahm er auch bei mehreren Theaterinszenierungen die Regie, darunter Geden – eller hvem er Sylvia (2005) oder Farlige forbindelser (2005). Von 2011 bis 2015 war Kirkskov Schauspieldirektor des Aalborg Teaters, seitdem wirkt er in gleicher Funktion am Det Kongelige Teater in Kopenhagen. Für seine Regie des Stücks Lang dags rejse mod nat am Det Kongelige Teater wurde er 2017 mit dem Theaterpreis Reumert in der Kategorie Bester Regisseur ausgezeichnet.
Parallel zu seiner Theaterarbeit trat Kirkskov ab Mitte der 1990er Jahre in zahlreichen Fernseh- und Filmproduktionen auf. 2001 übernahm er in der Filmkomödie Shake It All About die Rolle des Adrian. Einem internationalen Publikum wurde er ab dem Jahr 2010 durch seine Rolle als Staatssekretär Niels Erik Lund in der Politserie Borgen – Gefährliche Seilschaften bekannt. In den Verfilmungen von Jussi Adler-Olsens gleichnamigen Romanen, Schändung (2014) und Erlösung (2016), übernahm er jeweils die Rolle des Polizisten Lars Bjørn.
Gelegentlich verfasst Kirkskov auch Drehbücher, so 2006 für den Kurzfilm Tre somre oder 2010 für das Filmdrama Rosa Morena. Sein stark autobiografisch geprägter Roman Kapgang (2011) wurde von Bo Hr. Hansen als Drehbuch adaptiert und 2014 von Niels Arden Oplev unter gleichem Titel verfilmt. Der Film lief in Deutschland und international unter dem Titel Speed Walking
Kirkskov ist mit dem Architekten Kaan Alpagut liiert.

## Filmografie (Auswahl)
- 1992: Jeg kommer igen i morgen (Kurzfilm)
- 1993: Værelse 17 (Fernsehfilm)
- 1995, 1996: Landsbyen (Fernsehserie, 2 Episoden)
- 1997: Bryggeren (Miniserie, 3 Episoden)
- 1997: Taxa (Fernsehserie, 1 Episode)
- 1997: Insel der Dunkelheit (Mørkets øy)
- 2001: Kuren (Fernsehfilm)
- 2001: Shake It All About (En kort en lang)
- 2001–2002 Hotellet (Fernsehserie, 3 Episoden)
- 2002: Et dukkehjem (Fernsehfilm)
- 2003: Afgrunden (Fernsehfilm)
- 2004: Brothers – Zwischen Brüdern (Brødre)
- 2005: Krøniken (Fernsehserie, 1 Episode)
- 2006: Anna Pihl – Auf Streife in Kopenhagen (Anna Pihl, Fernsehserie, 1 Episode)
- 2006: Tre somre (Kurzfilm)
- 2006: Der Adler – Die Spur des Verbrechens (Ørnen: En krimi-odyssé, Fernsehserie, 1 Episode)
- 2007: Mig & Che (Kurzfilm)
- 2007: Daisy Diamond
- 2008: Sommer (Fernsehserie, 1 Episode)
- 2010–2013, 2022: Borgen – Gefährliche Seilschaften (Borgen, Fernsehserie, 20 Episoden)
- 2011: Dirch
- 2012: Lykke (Fernsehserie, 1 Episode)
- 2013: Erbarmen (Kvinden i buret)
- 2013: Den perfekte middag (Kurzfilm)
- 2014–2017: Die Erbschaft (Arvingerne, Fernsehserie, 10 Episoden)
- 2014: Boys on Film 11: We Are Animals
- 2014: Schändung (Fasandræberne)
- 2016: Erlösung (Flaskepost fra P)
- 2016: De standhaftige
- 2018: Greyzone – No Way Out (Greyzone, Fernsehserie, 4 Episoden)
- 2018: Die Wege des Herrn (Herrens Veje, Fernsehserie, 1 Episode)
- 2018: Small Town Criminals – Vollzeiteltern, Teilzeitgauner (Friheden, Fernsehserie, 5 Episoden)
- 2018: Selfiestan (Fernsehserie, 1 Episode)
- 2020: Badehotellet (Fernsehserie, 2 Episoden)

## Schrift
- Kapgang. (Roman) Gyldendal, 2011, 280 Seiten, ISBN 978-8-702-10527-8.